# Persone di nome Richard/Scrittori
| Questa pagina contiene informazioni ricavate automaticamente dalle voci biografiche con l'ausilio del template Bio e di un bot. L'aggiornamento è periodico e automatico e ricostruisce completamente la pagina. Se manca una persona in questa lista, sei pregato di non aggiungerla, ma accertati piuttosto che la sua voce biografica contenga il template Bio e che i dati anagrafici siano correttamente compilati. Se il template Bio manca, inseriscilo tu stesso o, in alternativa, metti l'avviso {{tmp\|Bio}} che ne segnala la mancanza. Se i dati riportati sono sbagliati, correggi direttamente la voce biografica; le modifiche saranno visibili in questa lista entro pochi giorni. Per chiarimenti vedi il progetto antroponimi. La lista contiene solo le 69 persone che sono citate nell'enciclopedia e per le quali è stato implementato correttamente il template Bio. Pagina aggiornata al 7 mar 2025. |

Questa è una lista di persone presenti nell'enciclopedia che hanno il nome Richard e sono scrittori.

## A(2)
- Richard Adams, scrittore e glottoteta britannico (Newbury, n. 1920 - Whitchurch, † 2016)
- Richard Aleas, scrittore, editore e imprenditore statunitense (New York, n. 1969)

## B(7)
- Richard Baker, scrittore inglese (Sissinghurst, n. 1568 - Fleet Prison, † 1645)
- Richard Scott Bakker, scrittore canadese (Simcoe, n. 1967)
- Richard Harris Barham, scrittore britannico (Canterbury, n. 1788 - Londra, † 1845)
- Richard Bausch, scrittore statunitense (Fort Benning, n. 1945)
- Richard Beer-Hofmann, scrittore austriaco (Vienna, n. 1866 - New York, † 1945)
- Rick Boyer, scrittore statunitense (Evanston, n. 1943)
- Richard Brautigan, scrittore e poeta statunitense (Tacoma, n. 1935 - Bolinas, † 1984)

## C(4)
- Richard Condon, scrittore statunitense (Manhattan, n. 1915 - Dallas, † 1996)
- Richard Connell, scrittore, giornalista e sceneggiatore statunitense (Poughkeepsie, n. 1893 - Beverly Hills, † 1949)
- Richard J. Crisp, scrittore e psicologo britannico (Londra)
- Richard Cumberland, scrittore e drammaturgo inglese (Cambridge, n. 1732 - Londra, † 1811)

## D(2)
- Richard Henry Dana Jr., scrittore e navigatore statunitense (Cambridge, n. 1815 - Roma, † 1882)
- Richard Doddridge Blackmore, scrittore inglese (Longworth, n. 1825 - Teddington, † 1900)

## E(4)
- Richard Ellington, scrittore e sceneggiatore statunitense (Virginia Occidentale, n. 1914 - Fort Lauderdale, † 1980)
- Peter Altenberg, scrittore, poeta e aforista austriaco (Vienna, n. 1859 - Vienna, † 1919)
- Richard Euringer, scrittore e poeta tedesco (Augusta, n. 1891 - Essen, † 1953)
- Richard Paul Evans, scrittore statunitense (Salt Lake City, n. 1962)

## F(6)
- Richard Fariña, scrittore e cantautore statunitense (Brooklyn, n. 1937 - Carmel, † 1966)
- Richard Flanagan, scrittore, sceneggiatore e regista australiano (Longford, n. 1961)
- Richard Ford, scrittore statunitense (Jackson, n. 1944)
- Richard Austin Freeman, scrittore e medico britannico (Londra, n. 1862 - Gravesend, † 1943)
- Kinky Friedman, scrittore, cantautore e giornalista statunitense (Chicago, n. 1944 - Medina, † 2024)
- Richard Elliott Friedman, scrittore e biblista statunitense (Rochester, n. 1946)

## H(4)
- Richard Holmes, scrittore e biografo britannico (Londra, n. 1945)
- Richard Huelsenbeck, scrittore tedesco (n. 1892 - † 1974)
- Richard Hughes, scrittore, drammaturgo e poeta britannico (n. 1900 - † 1976)
- Richard Hull, scrittore britannico (n. 1896 - † 1973)

## J(1)
- Richard Johnson, scrittore inglese (Londra, n. 1573)

## K(2)
- Richard Kluger, scrittore e giornalista statunitense (Paterson, n. 1934)
- Richard A. Knaak, scrittore statunitense (Chicago, n. 1961)

## L(6)
- Richard Lamparski, scrittore statunitense
- Richard Lange, scrittore statunitense (Oakland, n. 1961)
- Richard Laymon, scrittore statunitense (Chicago, n. 1947 - † 2001)
- Richard Leigh, romanziere statunitense (New Jersey, n. 1943 - Londra, † 2007)
- Richard Llewellyn, scrittore britannico (Hendon, n. 1906 - Dublino, † 1983)
- Richard Lockridge, scrittore statunitense (Saint Joseph, n. 1898 - Tryon, † 1982)

## M(5)
- Richard Mason, scrittore inglese (Johannesburg, n. 1977)
- Richard Mason, scrittore, produttore cinematografico e regista inglese (Hare, n. 1919 - Roma, † 1997)
- Richard Matheson, scrittore e sceneggiatore statunitense (Allendale, n. 1926 - Los Angeles, † 2013)
- Richard Christian Matheson, scrittore statunitense (Santa Monica, n. 1953)
- Richard Morgan, scrittore e sceneggiatore inglese (Norwich, n. 1965)

## N(1)
- Richard Neely, scrittore statunitense (New York, n. 1920 - Marin City, † 1999)

## O(1)
- Richard Osman, scrittore, autore televisivo e conduttore televisivo britannico (Billericay, n. 1970)

## P(4)
- Richard Powell, scrittore, giornalista e pubblicitario statunitense (Filadelfia, n. 1908 - Fort Myers, Florida, † 1999)
- Richard Powers, romanziere statunitense (Evanston, n. 1957)
- Richard S. Prather, scrittore statunitense (Santa Ana, n. 1921 - Sedona, † 2007)
- Richard Price, scrittore, sceneggiatore e produttore cinematografico statunitense (The Bronx, n. 1949)

## R(3)
- Rick Riordan, scrittore statunitense (San Antonio, n. 1964)
- Richard Russo, scrittore statunitense (Johnstown, n. 1949)
- Richard Paul Russo, scrittore statunitense (San Jose, n. 1954)

## S(7)
- Richard Sale, scrittore, sceneggiatore e regista statunitense (New York, n. 1911 - Los Angeles, † 1993)
- Richard Scarry, scrittore e illustratore statunitense (Boston, n. 1919 - Saanen, † 1994)
- Richard Starkings, scrittore e curatore editoriale britannico (Liverpool)
- Richard Steele, scrittore, saggista e politico britannico (Dublino, n. 1671 - Camarthen, † 1729)
- Richard Martin Stern, scrittore e romanziere statunitense (Fresno, n. 1915 - Santa Fe, † 2001)
- Richard G. Stern, scrittore statunitense (New York, n. 1928 - Tybee Island, † 2013)
- Rick Steves, scrittore, attivista e personaggio televisivo statunitense (Barstow, n. 1955)

## U(1)
- Rick Ungar, scrittore, sceneggiatore e produttore televisivo statunitense (Youngstown, n. 1950)

## V(2)
- Dick Vosburgh, scrittore, poeta e paroliere statunitense (Elizabeth, n. 1929 - Londra, † 2007)
- Richard Voss, scrittore tedesco (Neugrape, n. 1851 - Berchtesgaden, † 1918)

## W(4)
- Richard Wagner, scrittore, giornalista e filologo rumeno (Lovrin, n. 1952 - Berlino, † 2023)
- Edgar Wallace, scrittore, giornalista e drammaturgo britannico (Greenwich, n. 1875 - Beverly Hills, † 1932)
- Wil Wheaton, scrittore, doppiatore e attore statunitense (Burbank, n. 1972)
- Richard Wright, scrittore statunitense (Natchez, n. 1908 - Parigi, † 1960)

## Y(2)
- Rick Yancey, scrittore statunitense (Miami, n. 1962)
- Richard Yates, scrittore, giornalista e sceneggiatore statunitense (Yonkers, n. 1926 - Tuscaloosa, † 1992)

## Z(1)
- Richard Zimler, scrittore e poeta statunitense (Roslyn Heights, n. 1956)